# Roch-Antoine de Pellissery
Œuvres principales
- Éloge politique de Colbert (1774)
- Le café politique d'Amsterdam (1776)
- Lettres de M.de Pellissery (1791)
- Banque Municipale (1792)

Roch-Antoine de Pellissery, né le 26 mars 1727 à Marseille et mort après 1792, est un négociant issu de la noblesse de robe. Il est aussi écrivain d'essais politico-financiers teintés de critiques sur les politiques des surintendants des finances.

## Biographie

### Ascendance
Son grand père, Étienne de Pellissery(1654-1736) est le fils de Pierre, docteur en médecine originaire de la ville d'Ollioules et d'Anne Eyssautier, fille d'un bourgeois marseillais. Grâce à ses nombreuses relations dans les hautes sphères de la ville de Marseille, il accède au poste de médecin Réal des Galères et obtient un titre de noblesse. Le 6 janvier 1695, il se marie avec Marie de Cornier(1678-1729), fille de Jérôme (1634-1681), écuyer, et de Marie d'Audiffret. Neuf mois après ce mariage naît Antoine de Pellissery (1695-1748), son père.
Antoine reçoit une très bonne éducation et obtient son doctorat grâce à la publications d'une thèse soutenant l'idée de François Chicoyneau sur un dosage moins important de mercures pour traiter la syphilis,.Il se lie d'amitiés avec des académiciens qui le nomment membre de celle de Marseille, le 20 Mai 1733,et aussi avec le philosophe Fontenelle. Il soigne gratuitement les Marseillais les plus misérables et reçoit le surnom de « médecin des pauvres ». Il se marie le 16 mai 1722 à Marseille avec Marie-Anne (1703-1781) de la famille de Rémusat.
Sa mère est la fille de Pierre Rémusat (1660-1726), lieutenant de police, échevin en 1722 et maire de Marseille à titre honorifique en 1723 et de Madeleine Charpuy. Elle est la sœur de Jean-Jacques (1706-1787) (père d'Auguste Laurent de Rémusat), de Catherine, mariée avec Henri-Gaspard De Ferrier, seigneur d'Auribeau, de Marie-Madeleine, mariée avec Pierre De Lombard, seigneur de Château-Arnoux, de Louis François Xavier (1714-1779), lieutenant-colonel au régiment d'Eu, Chevalier de Saint louis et brigadier des armées du roi, et cousine germaine de la Vénérable Anne-Madeleine Rémusat.
Roch Antoine sera très fier de sa famille car il citera ses oncles et tantes maternels, sans les nommer, dans le tome II du Café politique d'Amsterdam ... page 277.

### Débuts
Roch Antoine est le 4ème dans une fratrie de 16 enfants. Il est baptisé le 27 mars 1727 à l'église Ferréol de Marseille, son parrain est son oncle Roch Grimod (négociant, marié à Madeleine Rémusat) et sa marraine est sa tante Claire Rémusat. N'étant pas l'ainé, il n'exercera pas la profession de médecin comme son père, mais il deviendra négociant comme ses oncles maternels.
À 20 ans, il va être autorisé à résider à Smyrne  et travailler en tant que commis chez Seguier père et fils, après délibération de la Chambre de Commerce de Marseille du 14 juin 1747. Le 12 août 1751, il est régisseur en remplacement de François Belleville cautionné par le même Belleville et il a trois commis sous ses ordres.
En 1760, il prend son indépendance et va s'implanter à Cadix. Il a le projet d'établir une compagnie marchande où ses navires feront des navettes entre Marseille, Cadix et les indes occidentales espagnoles. Mais il ne pourra réaliser son projet pour plusieurs raisons. La première, c'est la guerre de Sept Ans où le France perdra une grande partie de son influence commerciale au profit de l'Angleterre. Il envoie pour se venger de cette défaite, un projet de guerre auxiliaire de la France et de l'Espagne contre l'Angleterre à l'armée, le mai 1763 depuis Cadix. Deuxièmement, les autorités espagnoles l'obligent à utiliser ses navires pour les Indes occidentales et de régler le transport en piastres espagnoles dont la devise est supérieure à la Livre tournois. Pour finir, un certain Abbé Billardy contrecarre son projet de Banque royale de Castille aux yeux du roi d'Espagne. 
Déçu par ce pays, Pellissery décide en 1770, de quitter l'Espagne pour la France, avec l'espoir d'être écouté du roi ou du surintendant des finances.

### L'écrivain
Depuis Paris de 1770 à 1774, il essayera d'envoyer ses projets économiques à l'Abbé Terray puis à Turgot, mais il ne recevra aucune réponses de la part de ces ministres. Il décide alors de les présenter aux publics par le biais d'un ouvrage, ce sera l'Éloge politique de Colbert qui s'inspire sur le fond  de L'Éloge de Jean-Baptiste Colbert  de Necker publié en 1773 et qui critiquera la politique économique du moment . Il va offrir un ouvrage à l'Académie Française et aux ministres d'Etat. En retour, il sera remercié par l'Académie et le ministre Vergennes fera un bon accueil. Pellissery nouera avec ce dernier une relation épistolaire.
Fort de succès de son premier ouvrage, il va en publier un deuxième en 1776 intitulé Le caffé politique d'Amsterdam, ou Entretiens familiers d'un françois, d'un anglois, d'un hollandois, et d'un cosmopolite, sur les divers intérêts économiques & politiques de la France, de l'Espagne, & de l'Angleterre. À la manière du Dialogue sur les deux grands systèmes du monde de Galilée, il va au travers de la conversation de ses personnages, guider le lecteur sur l'utilité de ses projets économiques pour la France. Il aura plus de succès car dès sa publication, il sera le sujet de conversations publiques, si bien qu'il sera associé à cet ouvrage des années plus tard. Cependant, le ministre Vergennes est dubitatif sur le réalisme du projet économique proposé dans l'ouvrage et surtout il le met en garde sur les conséquences de ses critiques envers Turgot. Pellissery ne va pas suivre le conseil du ministre et s'apprête à publier l'ouvrage qui le fera emprisonner.

### Arrestation
En ce début de 1777, la France décide d'aider les colons anglais insurgés d'Amérique dans leur guerre d'indépendance avec l'Angleterre, mais il fallait financer cette guerre et Necker récemment nommé au ministère va trouver la solution de l'emprunt. Pellissery envoie à Vergennes un exemplaire imprimé de ses observations où il lui conseille en des termes très offensants d'arrêter le projet de Necker au risques de créer les pires catastrophes pour le royaume. Mais le ministre ne suivra pas son conseil et Pellissery n'aura plus d'allié au conseil des ministres. Il décide alors de faire publier un nouvel ouvrage intitulé Erreur et désavantages pour l'état de ses emprunts , du 7 janvier et 7 Février 1777. Malheureusement, il est surveillé par le lieutenant général de police Jean Charles Pierre Lenoir, qui grâce à ses agents, sait le danger que représenterait cet ouvrage auprès de l'opinion public.
Au 31 mai 1777, Lenoir ordonne au commissaire Chenon et à l'inspecteur Goupil d'aller prendre tous les papiers subversifs au domicile de Pellissery situé rue du Colombier, à  l'Hôtel d'Angleterre à Paris (actuellement 44 rue Jacob). Mais les hommes de Lenoir ont manqué de retirer les livres envoyés aux ministres à Versailles et  Pellissery est furieux.

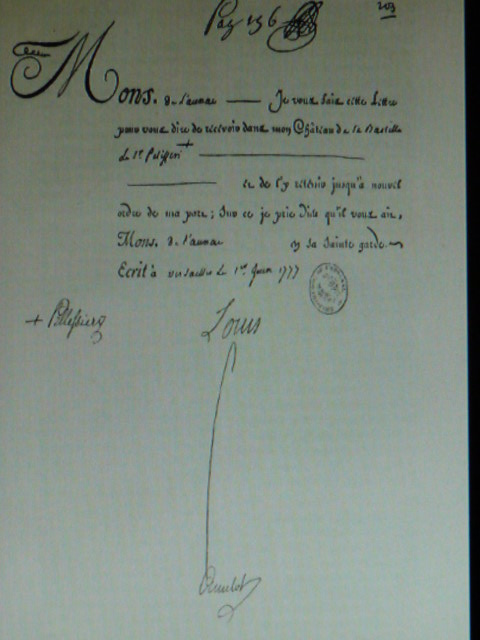
Lettre de cachet du roi contresignée par Amelot ordonnant la détention de Roch-Antoine Pellissery à la Bastille.

Au 1er juin à Versailles, les ministres reçurent le courrier de Pellissery, mais ils le renvoyèrent et informent le roi Louis XVI. Le roi décide d'embastiller Pellissery et le ministre des lettres de cachets Amelot envoie aussitôt une lettre au gouverneur le Marquis de Launay.
Le 2 juin, Pellissery reçoit les livres renvoyés des ministres et les envoie tout de suite au lieutenant général de police avec une lettre où il écrit :
« que je connaissais la portée de ses pouvoirs comme celle de mes devoirs, et que j'espérais que le sort qu'auraient les papiers qu'il avait fait enlever de chez moi, ne me mettrait pas dans le cas de lui rappeler qu'il avait des supérieurs et des juges. »
Le 3 juin, Chenon et Goupil mandatés par Lenoir, reviennent au domicile de Pellissery. Afin de ne pas alerter Pellissery de son arrestation, ils déclarent que Lenoir demande sa présence pour un entretien. Pellissery pansant être interrogé au sujet de sa lettre offensante, monte dans un fiacre accompagné des agents de Lenoir, mais ils le conduisent à la Bastille à sa grande surprise.

### Emprisonnement

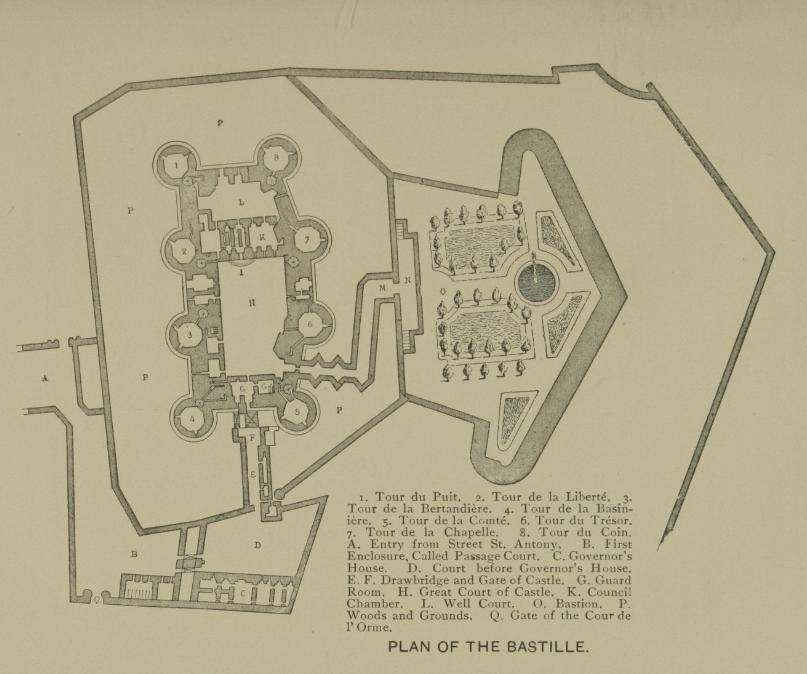
La tour où est enfermé Pellissery est indiquée au n°6 de ce plan.

Arrivé à la Bastille, Pellissery est conduit dans sa cellule située au 2ème étage de la tour du trésor.Grâce à divers documents écrits de sa main tels que le dossier Ms-12450 au Manuscrits de la bibliothèque de l'Arsenal, Archives de la Bastille et les lettres adressées aux majors de la bastille à M. Delescure et M. De Losme, nous pouvons avoir une idée de sa vie en captivité.
D'abord, il n'est pas logé dans la pire pièce du château car elle possède une cheminée, des fenêtres, une table, une chaise et un lit. Il passe ses journée à écrire, à lire des journaux et à nourrir des moineaux. Il peut continuer à gérer sa fortune, correspondre par courrier à ses proches, passer des commandes et sortir de sa cellule pour dégourdir ses jambes, mais en restant à la Bastille. Il reçoit régulièrement la visite d'un chirurgien qui le rase et vérifie son état de santé. Ses relations dans les premières années de sa captivité avec les officiers et le marquis de Launay sont bonnes car il leur envoie des lettres de remerciement comme celle adressée au gouverneur sur un don de melons frais prélevés au jardin de la Bastille.
Cependant, il se dispute régulièrement avec le garde chef, se plaint fréquemment de la mauvaise qualité de la nourriture et de l'eau, et juge le mobilier de sa cellule non confortable. À cause de l'humidité de la Bastille, en hiver, malgré la cheminée, il a constamment des rhumatismes et crache parfois du sang. Il reçoit les visites du commissaire Chenon ainsi que celle du Lieutenant générale de police Lenoir, mais Pellissery les accueille avec injures et mépris. Il perd aussi la raison car il prétend être le protégé du prince maréchal de Soubise et il pense que les attentions à son égard, sont des moyens de ses ennemis de le faire fléchir dans ses convictions.
Pourtant ses geôliers ne souhaitent pas qu'il soit détenu si longtemps et ils lui font régulièrement des propositions. Or Pellissery les refuse toutes en argumentant :

« l'on voudrait me forcer d'abandonner aveuglément mon sort à la merci de mon tyran, et, par un surcroît de générosité, que je lui sacrifiasse le peu de jours qui me restent à vivre en m'abandonnant tête baissée dans une carrière de travail dont le service est le plus importun […] et dégoût qui ait encore existé. »

— Extrait de la lettre de Pellissery adressée à M.Delescure ,major de la Bastille, 1784
Le 24 juillet 1788, ses geôliers prendront la décision de transférer Pellissery à Charenton.

### Libération
À près d'une année de détention à l'asile de Charenton, un événement majeur se produit en France avec la prise de la Bastille. Profitant de l'occasion, les soutiens de Pellissery vont adresser une lettre demandant sa libération au comte de Saint-Priest. Cette demande sera suivie de la sortie de Pellissery de Charenton, le 3 septembre 1789.
Sitôt libéré, Pellissery va raconter à son public l'histoire de sa détention.Cette histoire va servir d'argument sur l'abus de pouvoir du ministre Necker à ses ennemis, tel que Jacques Pierre Brissot, directeur du journal Le Patriote Français. Necker sera obligé d'envoyer une lettre , le 31 octobre 1789, où il va imputer la faute au lieutenant Général de police Lenoir.
Voyant l'intérêt du public pour son histoire de captif de la Bastille, Pellissery va publier en 1791, contribuant à la légende noire de la prison, un recueil de ses lettres intitulé Lettres de M. de Pellissery, prisonnier onze ans et deux mois à la Bastille et treize mois à Charenton, que les sieurs Le Noir, Necker, Delaunay, de Crosne, alliés et consorts, faisaient  passer pour fou, pour que le Roi ne lui rendît plus sa liberté.
En 1792, Pellissery est déçu par la Révolution car il entrevoit  le risque de spéculation financière des assignats et assiste au retour de Necker, devenu sa bête noire, au ministère plutôt que de Calonne. Il va publier son dernier ouvrage dédié au Corps Municipal sa ville natal de Marseille intitulé Banque Municipale, nécessaire A toutes les Villes de Commerce de la France, Portant sur la suppression de toutes les impositions et liquidations de la dette citoyenne de chaque municipalité.
Le 30 avril 1792, il décide de quitter Paris pour retourner à Marseille et on perd sa trace.

## Ouvrages
- Éloge politique de Colbert , Lausanne , 1774[38], (réédition de 1777, lire en ligne)
- Le café politique d'Amsterdam, Genève, 1776[38] , (réédition de 1778, tome I (lire en ligne) et tome II (lire en ligne))
- Erreur et désavantages pour l'état de ses emprunts, Bâle, 1777
- Lettres de M. de Pellissery , Paris, imp. P. Provost, 1791,  376  p[39]
- Banque Municipale, Paris, imp. P. Provost, 1792, (lire en ligne)